# Спінень (Долж)
Спінень, Спінені (рум. Spineni) — село у повіті Долж в Румунії. Входить до складу комуни Мелінешть.
Село розташоване на відстані 188 км на захід від Бухареста, 26 км на північ від Крайови.

## Населення
За даними перепису населення 2002 року у селі проживала 161 особа, усі — румуни. Усі жителі села рідною мовою назвали румунську.